# Carl-Johan Petri
Carl-Johan Petri (tidigare Westin), född den 26 april 1970 i Kalmar, Kalmar län, svensk forskare (docent i industriell ekonomi vid Linköpings Universitet) och författare inom företagsekonomi.
Carl-Johan Petri avlade filosofie doktorsexamen vid Linköpings universitet med en avhandling om styrning av informationsförsörjning.

## Publikationer i urval
- Strategic and Innovative Pricing - Price Models for a Digital Economy (2020) tillsammans med 4 andra författare (Routledge)
- Strategic Management Control Successful Strategies Based on Dialogue and Collaboration (2020) tillsammans med 15 andra författare (SpringerNature)
- Strategic Management Control - with focus on dialog (2016) tillsammans med 14 andra författare (Studentlitteratur; både på svenska och engelska)
- Balanserad styrning - utveckling och tillämpning i Svensk praktik (2014), tillsammans med Nils-Göran Olve (Liber)
- Strategibaserad styrning: Så använder du strategikartor och styrkort för att nå företagets mål (2014), tillsammans med Nils-Göran Olve (Liber)
- Prissättning: affärsekologier, affärsmodeller, prismodeller (2013) tillsammans med Nils-Göran Olve, Mathias Cöster, Einar Iveroth och Alf Westelius (Studentlitteratur)
- Balanced Scorecard - styrning med fokus på strategierna, i Controllerhandboken, tillsammans med Nils-Göran Olve (Liber)
- Framgångsrikt styrkortsarbete : metoder och erfarenheter (2003), tillsammans med Nils-Göran Olve, Jan Roy och Sofie Roy (Liber)
- Making Scorecards Actionable - Balancing Strategy and Control (2003), tillsammans med Nils-Göran Olve, Jan Roy och Sofie Roy (Wiley & Sons)
- Organizational Information Provision - Managing mandatory and discretionary utilization of information technology, doctoral dissertation no. 720, Linköping University